# Pteronymia fulvimargo
Pteronymia fulvimargo är en fjärilsart som beskrevs av Butler och Druce 1872. Pteronymia fulvimargo ingår i släktet Pteronymia och familjen praktfjärilar. Inga underarter finns listade.